# جلفار المدينة التجارية
جلفار المدينة التجارية هي منطقة تاريخية تقع في إمارة رأس الخيمة في الإمارات العربية المتحدة، وتعد جزءاً من شبه جزيرة مسندم، وتقع على مقربة من مضيق هرمز، حيث تفصل السهول الرسوبية بين الجبال الجيرية لرأس الجبل عن ساحل الخليج.

## الموقع
نظرًا للميزة الجغرافية، تقع منطقة الانجراف في وادي بيح ووادي حقيل على مقربة شديدة من تجمعات مياه الأمطار والرواسب من الجبال الشاهقة. وقد أدى ذلك إلى تشكيل أراضي خصبة من أكبر المناطق الصالحة للزراعة ومنطقة حدائق النخيل في الإمارات، نظرًا لارتفاع معدل المياه القابلة للاستغلال والترسيب. ساعد هذا السهل الخصب على ظهور مدينة جلفار التجارية. نظرًا لتكرار التغيرات الطبيعية في بيئة جلفار واستخدام الأراضي  فإن العديد من المواقع الأثرية الهامة مرتبطة ارتباطًا مباشرًا بمدينة جلفار التجارية.

## الوصف
يمكن تحديد المواقع الثلاثة في الكوش والمطاف والندود ورأس الخيمة على أنها موانئ جلفار والمراكز التجارية، والتي تم استخدامها خلال فترات مختلفة من العصر الإسلامي. كان سور المدينة الضخم جزءًا من نظام تحصين مثير للإعجاب يؤمن هذه الموانئ وحدائق النخيل باتجاه الصحراء المفتوحة في الجنوب الغربي.

## موقع تراث عالمي
في 9 سبتمبر 2020، أعلنت دولة الإمارات العربية المتحدة عن إدراج أربعة مواقع أثرية في إمارة رأس الخيمة هي: جلفار المدينة التجارية، ومدينة تجارة اللؤلؤ في الجزيرة الحمراء، وشمل، والمشهد الثقافي لمنطقة "ضاية"، على القائمة التمهيدية لمواقع التراث العالمي التابعة لـ "منظمة الأمم المتحدة للتربية والعلوم والثقافة" (اليونسكو) ليصبح عدد المواقع الإماراتية المسجلة على القائمة 12 موقعًا.

## وصلات خارجية
- قائمة المواقع التمهيدية على موقع وزارة الثقافة الإماراتية.